# Liberale Democratie van Slovenië

Logo

De Liberale Democratie van Slovenië (LDS)  (Sloveens: Liberalna demokracija Slovenije) is een liberale politieke partij in Slovenië die vrijwel onafgebroken aan de macht was van 1992 tot oktober 2004. Fractievoorzitter in het parlement is Jožef Školč, nadat fractievoorzitter Anton Rop in april 2007 overstapte naar de sociaaldemocraten. Partijvoorzitter Jelko Kacin trad op 25 mei 2007 af en werd in juni van dat jaar vervangen door Katarina Kresal. De partij is aangesloten bij de Liberale Internationale en de Partij van Europese Liberalen en Democraten. De oud-president van Slovenië, Janez Drnovšek, was tot 2002 voorzitter van de LDS. 
Na de verkiezingen van oktober 2004, waar de LDS een gevoelig verlies leed, maakt zij deel uit van de oppositie en zetelde tot april 2007 met 23 zetels in het parlement. In de maanden februari, maart en april 2007 viel de parlementaire fractie langzaam uiteen en hield de LDS uiteindelijk nog 11 leden over. De partij is met een afgevaardigde vertegenwoordigd in het Europees Parlement.

## Geschiedenis
De historie van de partij begint met de hervormingsgezinde Sloveense jeugdorganisatie ZSMS. Aanvankelijk noemde deze Bond van de Socialistische Jeugd van Slovenië (ZSMS) (Sloveens: Zveza socialistične mladine Slovenije) zich om in Voor de Vrijheid van een Denkende Wereld - Liberale Partij (ZMSMS-LS) (Sloveens: Za svobodo mislečega sveta - Liberalna stranka). In 1990 hernoemde zij zich in Liberaal-Democratische Partij (LDS) (Sloveens: Liberalnodemokratska stranka). Voorman van de ZSMS was in de tweede helft van de jaren tachtig Tone Anderlič. Hij was tot december 2004 fractievoorzitter van de LDS, waarna oud-premier Anton Rop deze functie tot zijn vertrek naar de sociaaldemocraten in 2007 overnam. Een andere voorman is Jožef Školč, die vanaf de zomer van 1988 ZSMS-voorzitter en later onder meer minister van cultuur en parlementsvoorzitter is geweest. Hij is opnieuw fractievoorzitter sinds medio 2007.

### Fusiecongres
De partij, onder de naam Liberale Democratie van Slovenië, kwam voort uit een fusie in maart 1994 van verschillende partijen: 
- de Liberaal-Democratische Partij (LDS);
- de Democratische Partij (Sloveens: Demokratska stranka), een voortzetting van de Sloveense Democratische Bond (SDZ) (Sloveens: Slovenska demokratična zveza), waarvan twee splintergroepen, de Democratische Partij van Slovenië (DSS) (Sloveens: Demokratska stranka Slovenije) en de Nationaal-Democratische Partij (NDS) (Sloveens: Narodno demokratska stranka) zich afsplitsten;
- de Socialistische Partij van Slovenië (SSS) (Sloveens: Socialistična stranka Slovenije);
- de Groenen van Slovenië - Ecologische Partij van Slovenië (ZS-ESS) (Sloveens: Zeleni Slovenije - Ekološka stranka Slovenije).

### Uiteenvallen
Over de periode februari-april 2007 verliet een aantal leden de fractie, dat vervolgens zelfstandige fracties oprichtte; in april sloot een viertal LDS-fractieleden zich aan bij de Sloveense sociaaldemocraten. Een van hen was fractievoorzitter en oud-premier Tone Rop. Zeven fractieleden traden uit de LDS en vormden de nieuwe politieke formatie Zares, waarvan de oud-partijsecretaris van de LDS, Gregor Golobič, voorzitter is.

## Verkiezingsresultaten
Verkiezingsresultaten (in parlementszetels):

## Bekende personen
- Igor Bavčar
- Janez Drnovšek
- Jelko Kacin
- Anton Rop
- Dimitri Rupel
- Jožef Školč
- Slavoj Žižek

Zie ook: Lijst van Sloveense politieke partijen